# Патогномостични симптоми
Патогномоничен симптом или признак е термин, често използван в медицината, който означава „силно характерен за определена болест“. Патогномоничният признак означава, че определено заболяване е налице извън всякакво съмнение. Да се нарече знак или симптом „патогномоничен“ означава уверено подкрепяне на диагностичното направление.
Думата патогномоничен, както и словосъчетанието патогномоничен симптом, имат гръцки произход: на гръцки: παθογνωμονικόν σύμπτωμα, патос – означава „страдание“, „болест“, а гномон – „който познава“, „който умее да прецени“ (на гръцки: πάθος, γνώμον).
| Болест                    | Признак |
| ------------------------- | --- |
| Менингит                  | признак на Кърниг и признаци на Брудзински. |
| Холецистит                | признак на Мърфи, болка при натискане под дясното плаващо ребро при издишане и спиране на дъха. |
| Ангина пекторис           | признак на Левин, „свит юмрук притиска гърдите“ |
| Отворен дуктус артериозус | Сърдечен шум като от машина |
| Плеврален излив (ефузия)  | Гръдна перкусия с каменен звук |
| Лимфома на Ходжкин        | Мускулна болка в рамената, гърдите, ръцете или врата, като може да се прояви частично – вляво или вдясно, само във врата, или само в ръцете и гърдите, в разстояние на минути след изпиване на алкохолна напитка. |

## Примери
Много малко примери тук са патогномонични в истинския смисъл на думата. Например паркинсонизъм е състояние, което се наблюдава не само при болестта на Паркинсон.
| Болест                     | Признак                                                                                            | Илюстрация                  |
| -------------------------- | -------------------------------------------------------------------------------------------------- | --------------------------- |
| Цитомегаловирусна инфекция | в цитонамазката се наблюдават характерни по форма инклузивни тела „Око на бухал“ (виж картинката). |                             |
| Лаймска болест             | Мишенообразен обрив на латински: Erythema chronicum migrans                                        | „Мишена“                    |
| Хипокалцемия               | признак на Трусо и признак на Хвостек                                                              | Тетания                     |
| Тетанус                    | сардонична усмивка                                                                                 | Тетания                     |
| Морбили                    | петна на Филатов-Коплик                                                                            |                             |
| Дифтерит                   | Псевдомембрана на сливиците, гърлото и носната лигавица                                            | Псевдомембрана на сливиците |
| Хроничен панкреатит        | признак на Грей-Търнър, екимоза на хълбока                                                         |                             |
| Холера                     | водниста диария „оризова вода“                                                                     | Диарията при холера         |
| Болест на Паркинсон        | Характерна походка, замръзнало изражение на лицето и треперене на ръцете.                          |                             |

## Практическа употреба
Докато някои констатации може да са „класически“, силно характерни или силно подсказващи в определени условия, те може да не са уникални за това състояние и следователно само по тях не може директно да се предположи конкретна диагноза. От друга страна, патогномоничните признаци или симптоми имат много висока специфичност, но не е необходимо да имат високо чувствителност: например макар понякога да отсъства в симптомите на определена болест, когато е налице, лекарят веднага знае кое е заболяването на пациента. Наличието на патогномоничен признак, от друга страна, позволява незабавна диагноза, тъй като няма други условия, които да доведат до този признак и съответно до тази диференциална диагноза.
Характерните патогномонични признаци са сравнителна рядкост. Примери за патогномоничен признак включват белезникавите петна на Филатов-Коплик в устата на пациента върху силно зачервената букална лигавица, силно диагностични за дребната шарка морбили.  Също така силно характерни за лица с липопротеинни проблеми са мастни отлагания под кожата на дланта с характерно жълто оцветяване – ксантома.
Групата от четири симптома: (1) петехиален обрив, (2) артралгия и подуване на ставите на краката и други, (3) спастични коликообразни коремни болки с евентуални повръщания и кървене, и (4) бъбречни симпоми с кръв в урината при децата е силно свързано със синдрома Пурпура на Шонлайн Хенох. За разлика от субективните симптоми, докладвани от пациента и неподлежащи на измерване, съществуват ред патогномонични признаци, обективно наблюдавани от лекаря по време на преглед или диагностичен тест.
Един пример за това е микроскопският анализ, разкриващ вид хиперсегментирани неутрофили, които се виждат само в мегалобластна анемия, дефакто не едно, но набор от тясно свързани заболявания.
Много по-често резултат на някакво изследване се нарича патогномоничен поради постигнатият професионален консенсус за диагностика на заболяването според точно такива резултати от такъв вид изследване (като например диагнозата захарен диабет се поставя на основание хронично завишена над определени „нормални“ нива кръвна захар на гладно.
За съпоставка, тест с много висока чувствителност рядко пропуска някакво състояние (заполяване), така че отрицателен резултат трябва да бъде успокояващ (болестта, за която се проверява отсъства). Признак или симптом с много висока чувствителност често се нарича безусловен. Пример за такъв безусловен симптом е генетичен тест, за намиране на основните мутации в някои видове на наследствен рак на дебелото черво.